# Азиатский слон
Азиа́тский слон, или индийский слон (лат. Elephas maximus), — млекопитающее отряда хоботных, единственный современный вид рода азиатских слонов (Elephas) и один из трёх современных видов семейства слоновых. Азиатский слон — второе по величине современное наземное животное после саванного слона.

## Внешний вид
Индийские слоны по размерам уступают африканским саванным слонам, однако их размеры тоже внушительны — старые особи (самцы) достигают массы 5,4 тонны при росте 2,5—3,5 метра. Самки мельче самцов, весят в среднем 2,7 тонны. Самым мелким является подвид с Калимантана (масса порядка 2 т). Для сравнения, саванный слон весит от 4 до 7 т. Длина тела индийского слона — 5,5—6,4 м, хвоста — 1,2—1,5 м. Высота в холке составляет 3,43 м. Сложён индийский слон массивнее африканского. Ноги толстые и сравнительно короткие; строение подошв ног напоминает аналогичное у африканского слона — под кожей находится особая пружинящая масса. Копыт на передних ногах — 5, на задних — 4. Тело покрыто толстой морщинистой кожей; окраска кожи — от тёмно-серой до бурой. Толщина кожи у индийского слона достигает 2,5 см, однако очень тонка на внутренней стороне ушей, вокруг пасти и ануса. Кожа сухая, не имеет потовых желёз, поэтому забота о ней составляет важную часть жизни слона. Принимая грязевые ванны, слоны защищаются от укусов насекомых, солнечных ожогов и потери жидкости. Свою роль в гигиене кожи играют также пылевые ванны, купание и почёсывания о деревья. Часто на теле индийских слонов, особенно у старых животных, заметны депигментированные розоватые участки (обычно по краям ушей и у основания хобота), которые придают им пятнистый вид. Новорождённые слонята покрыты буроватой шерстью, которая с возрастом вытирается и редеет, однако даже взрослые индийские слоны сильнее покрыты жёсткой шерстью, чем африканские.
Альбиносы составляют среди слонов большую редкость и служат в Сиаме до известной степени предметом культа. Обыкновенно они только немного светлее и имеют несколько ещё более светлых пятен. Лучшие экземпляры их были бледного красновато-бурого цвета с бледно-жёлтой радужной оболочкой и редкими белыми волосами на спине.

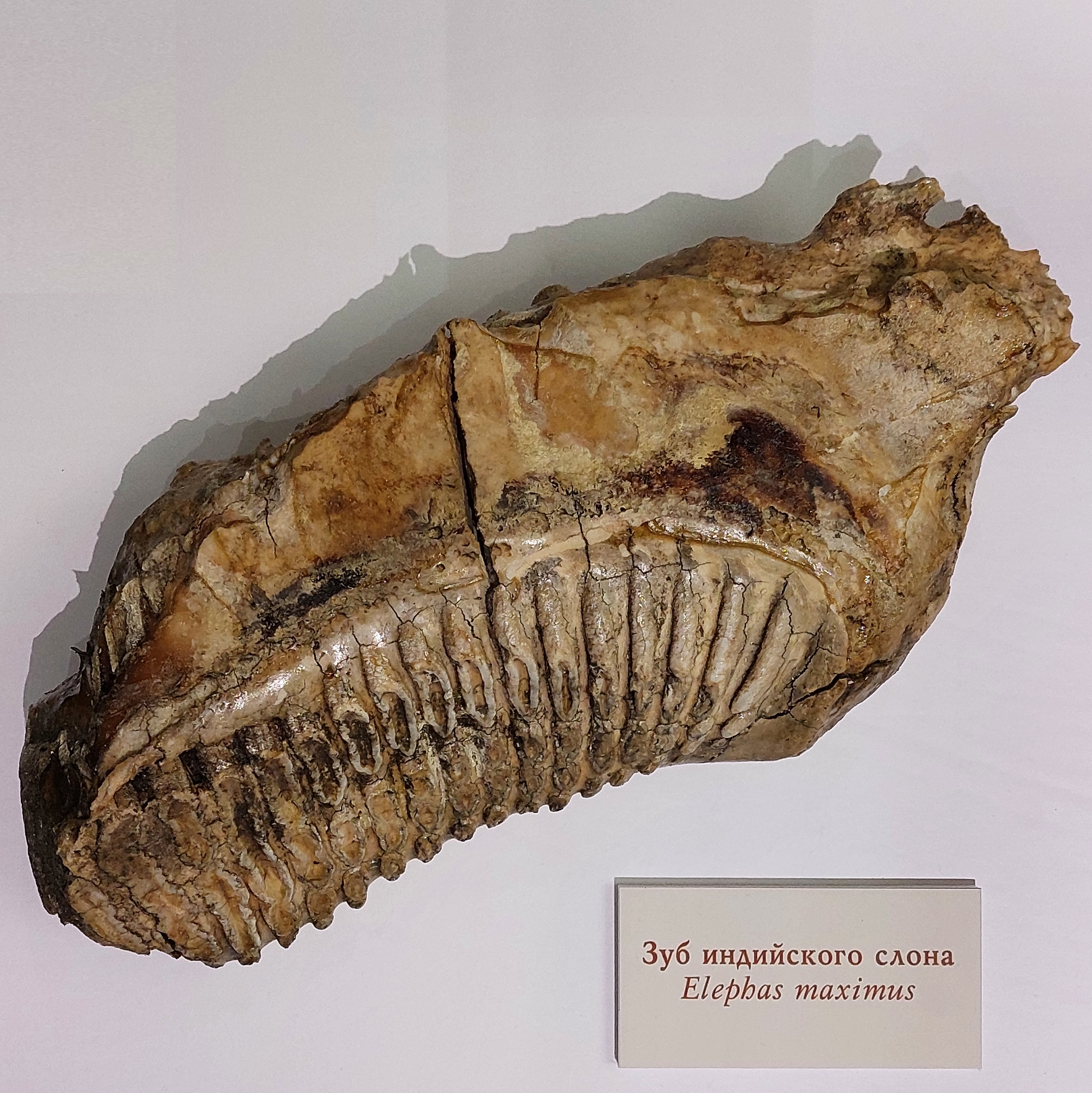
Зуб индийского слона

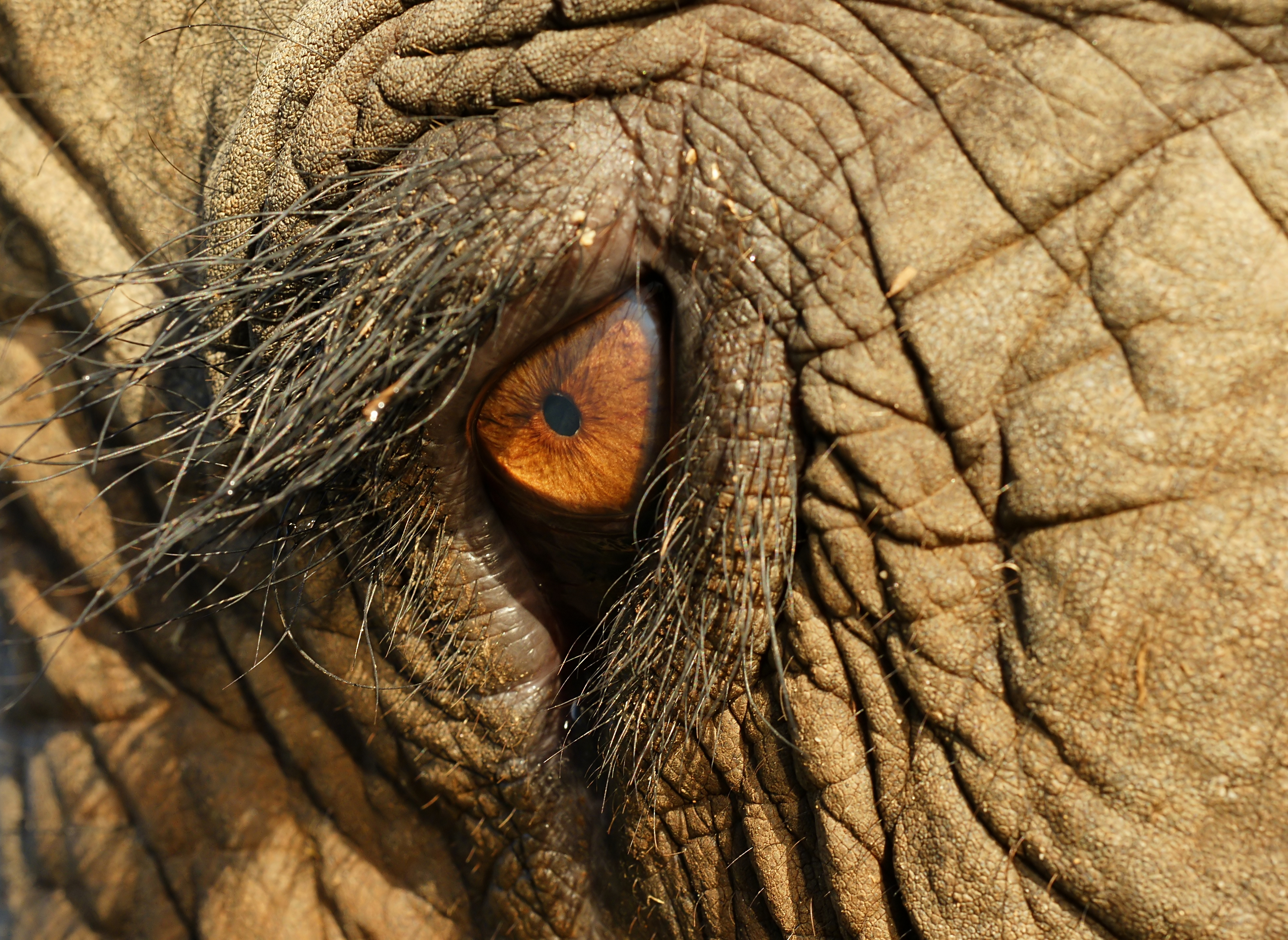
Глаз азиатского слона

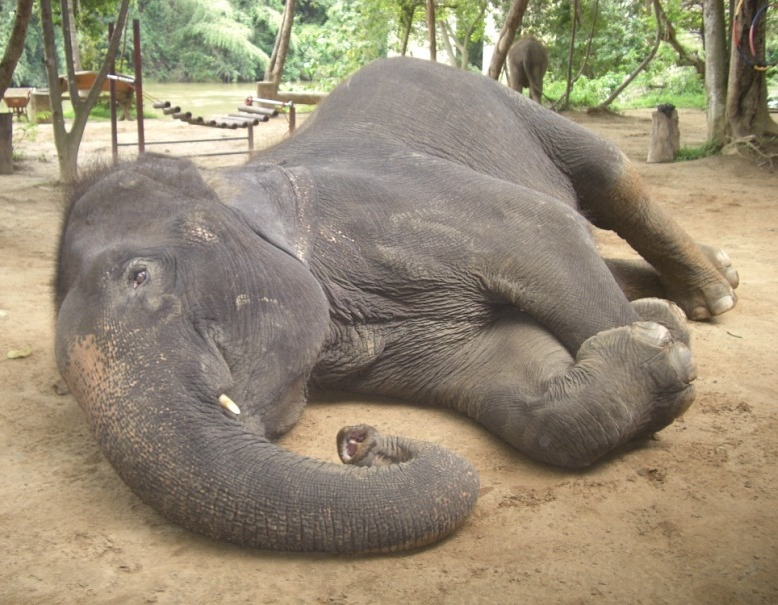
Лежащий азиатский слон. Таиланд.

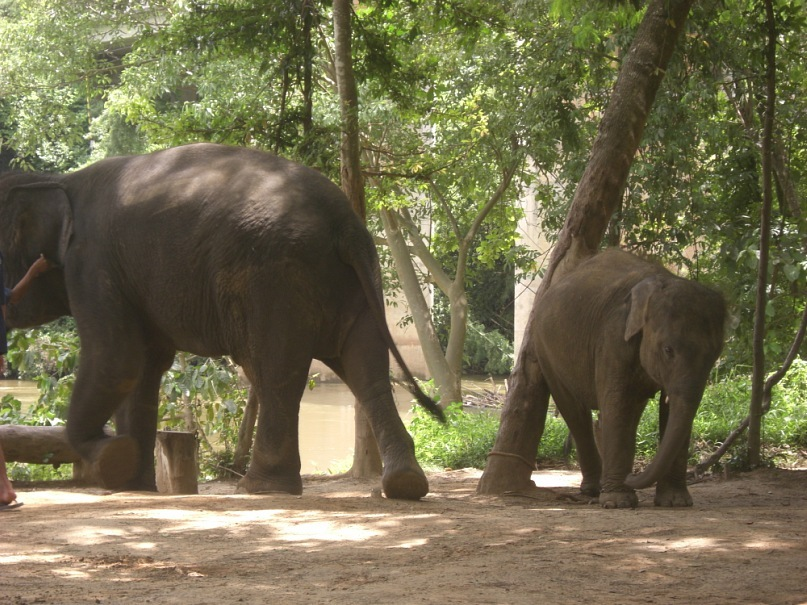
Детёныш азиатского слона. Таиланд.

Широкий лоб, вдавленный посредине и сильно выпуклый с боков, имеет почти отвесное положение; его бугры представляют высшую точку тела (у африканского слона — плечи). Самым характерным признаком, отличающим индийского слона от африканского, является относительно меньший размер ушных раковин. Уши индийского слона никогда не поднимаются выше уровня шеи. Они средних размеров, неправильной четырёхугольной формы, с несколько вытянутым кончиком и завороченным внутрь верхним краем. Бивни (удлинённые верхние резцы) значительно, в 2—3 раза, меньше, чем у африканского слона, длиной до 1,6 м, массой до 20—25 кг. За год роста бивень увеличивается в среднем на 17 см. Они развиваются только у самцов, редко — у самок. Среди индийских слонов встречаются самцы без бивней, которых в Индии называют махна (makhna). Особенно часто подобные самцы встречаются в северо-восточной части страны; наибольшее количество безбивневых слонов имеет популяция на Шри-Ланке (до 95 %). Бивни же самок настолько малы, что их почти не видно.
Подобно тому, как люди бывают правшами и левшами, разные слоны чаще используют правый или левый бивень. Определяется это по степени изношенности бивня и его более скруглённому кончику.
Помимо бивней, у слона имеются 4 коренных зуба, которые в течение жизни несколько раз сменяются по мере изнашивания. При смене новые зубы вырастают не под старыми, а дальше на челюсти, постепенно оттесняя изношенные зубы вперёд. У индийского слона коренные зубы меняются 6 раз в течение жизни; последние прорезаются примерно к 40 годам. Когда последние зубы стачиваются, слон теряет возможность нормально питаться и умирает от голодного истощения. Как правило, это происходит к 70 годам.

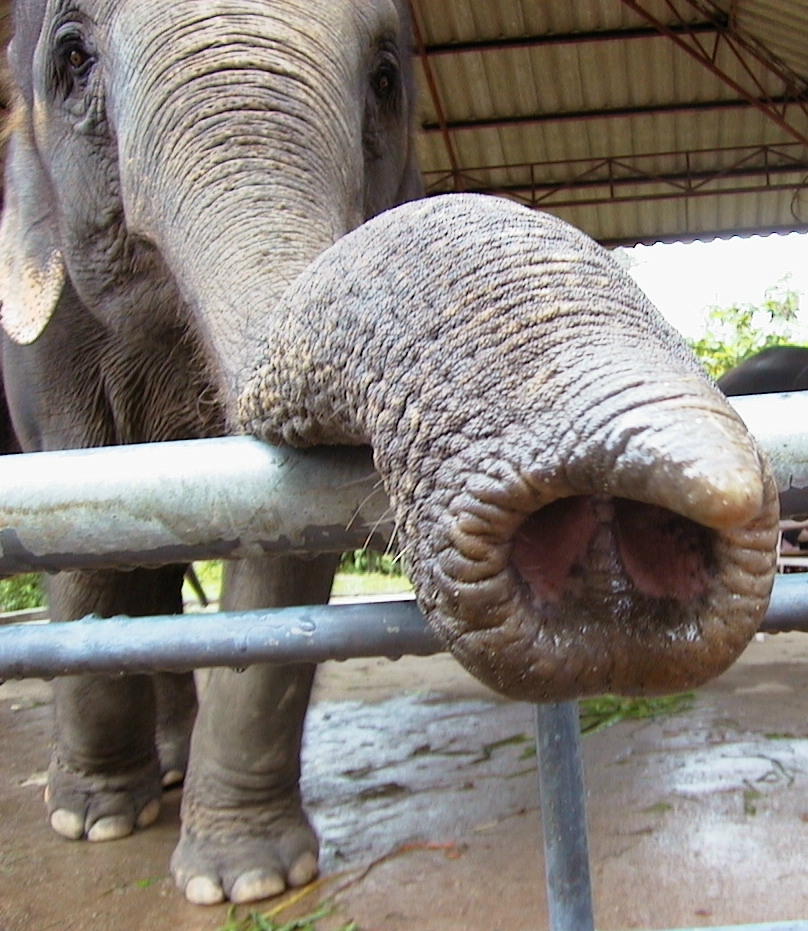
Хобот азиатского слона

Хобот слона представляет собой длинный отросток, образованный сросшимися между собой носом и верхней губой. Сложная система мускулов и сухожилий придаёт ему большую гибкость и подвижность, позволяя слону манипулировать даже мелкими предметами, а его объём позволяет набирать до 6 л воды. Перегородка (septum), разделяющая носовую полость, тоже состоит из многочисленных мускулов. Хобот слона лишён костей и хрящей; единственный хрящ находится на его конце, разделяя ноздри. В отличие от хоботов африканских слонов, хобот азиатского оканчивается единственным дорсальным пальцевидным отростком.
Отличиями индийского слона от африканского являются более светлый окрас, некрупные бивни, имеющиеся только у самцов, небольшие уши, выпуклая горбатая спина без «седловины», две выпуклости на лбу и единственный пальцевидный отросток на конце хобота. К отличиям во внутреннем строении относятся также 19 пар рёбер вместо 21, как у африканского слона, и особенности строения коренных зубов — поперечных пластин дентина в каждом зубе у индийского слона от 6 до 27, что больше, чем у африканского слона. Хвостовых позвонков 33 вместо 26. Сердце часто имеет двойную вершину. Самок можно отличить от самцов по двум молочным железам, расположенным на груди. Головной мозг слона — самый крупный среди наземных животных и достигает массы 5 кг.

## Распространение и подвиды

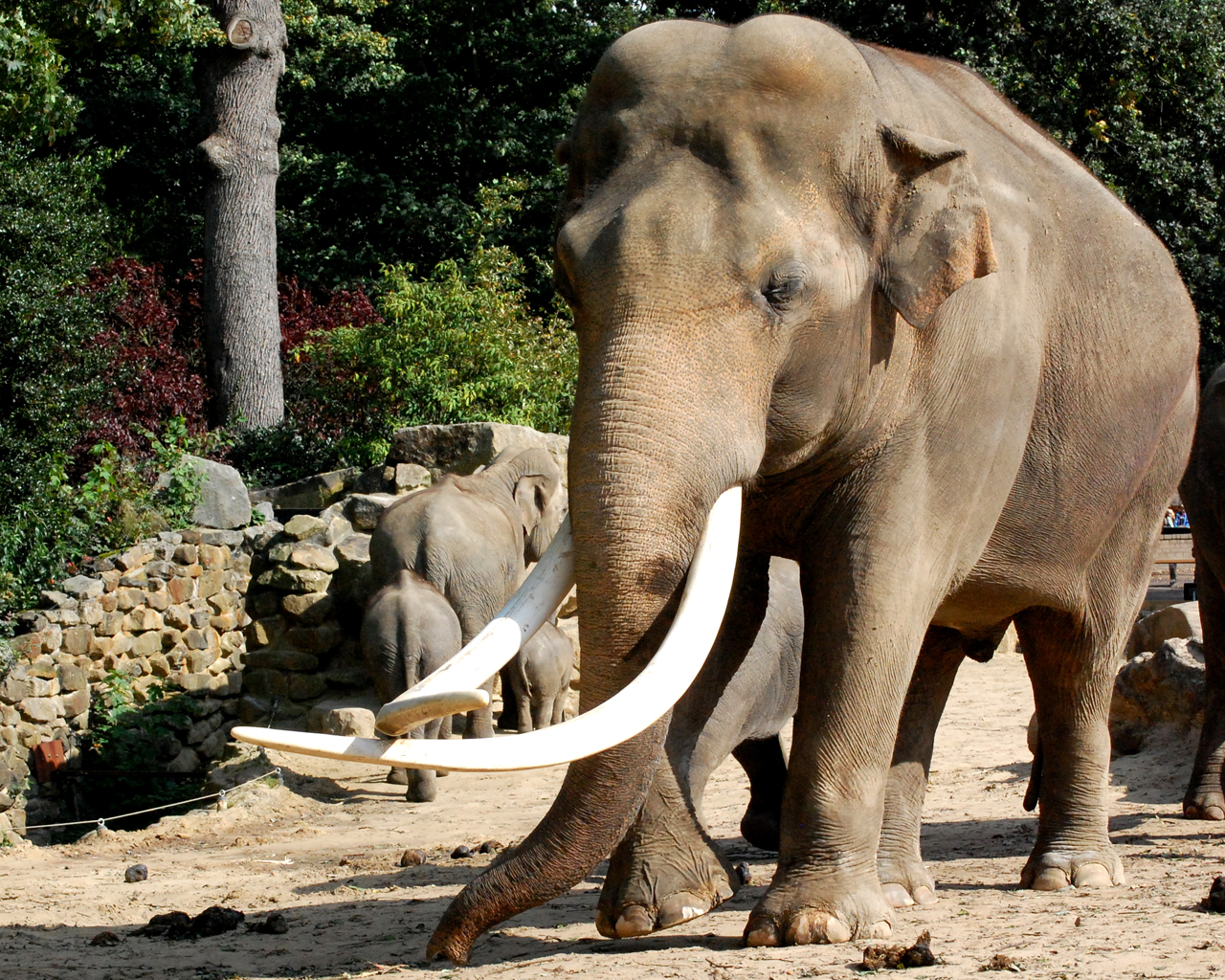
Азиатский слон с «рекордными» (для азиатских) бивнями

В древности азиатские слоны встречались в Юго-Восточной Азии от Тигра и Евфрата в Месопотамии (45° в. д.) до Малайского полуострова, на севере доходя до предгорий Гималаев и реки Янцзы в Китае (30° с. ш.) Водились они также на островах Шри-Ланка, Суматра и, возможно, Ява. В XVI—XIX веках индийский слон по-прежнему был обычен на большей части Индийского субконтинента, на Шри-Ланке и в восточных частях своего прежнего ареала.
В настоящее время ареал индийских слонов сильно фрагментирован; в диком виде они встречаются в странах Индо-Малайского биогеографического региона: южной и северо-восточной Индии, на Шри-Ланке, в Непале, Бутане, Бангладеш, Мьянме, Таиланде, Лаосе, Камбодже, Вьетнаме, юго-западном Китае, Малайзии (материковой и на Калимантане), Индонезии (Калимантан, Суматра) и в Брунее.

### Подвиды
Известны четыре современных подвида азиатского слона:
- индийский слон (Elephas maximus indicus) обитает в сильно фрагментированном ареале в Южной Индии, предгорьях Гималаев и северо-восточной Индии; встречается также в Китае, Мьянме, Таиланде, Камбодже и на Малайском полуострове. Большинство самцов этого подвида имеют бивни;
- шри-ланкийский, или цейлонский слон (Elephas maximus maximus) встречается только на Шри-Ланке. Отличается самой крупной головой по отношению к размерам тела и обычно имеет обесцвеченное пятно кожи на лбу и у основания хобота. Бивней, как правило, не имеют даже самцы;
- суматранский слон (Elephas maximus sumatrensis) встречается только на Суматре. Из-за небольшого размера его часто называют «карманным слоном»;
- ? борнейский слон (Elephas maximus borneensis). Таксономический статус этого подвида считают спорным, поскольку он был описан в 1950 году шри-ланкийским зоологом Паулюсом Дераниягала[англ.] по фотографии в журнале National Geographic, а не по живым экземплярам, как того требуют правила описания видов[8]. Этот подвид обитает на северо-востоке острова Калимантан (Восточный Сабах). Это самый мелкий среди подвидов азиатского слона, отличающийся более крупными ушами, длинным хвостом и более прямыми бивнями. Исследования митохондриальной ДНК, проведенные на Калимантане, показали, что предки подвида обособились от материковой популяции в плейстоцене, около 300 000 лет назад, а не являются потомками слонов, завезённых на остров в XVI—XVIII веках, как предполагалось ранее. Слоны Калимантана оказались изолированы от остальной популяции 18 000 лет назад, когда исчезли сухопутные мосты между Калимантаном и Зондскими островами[9].

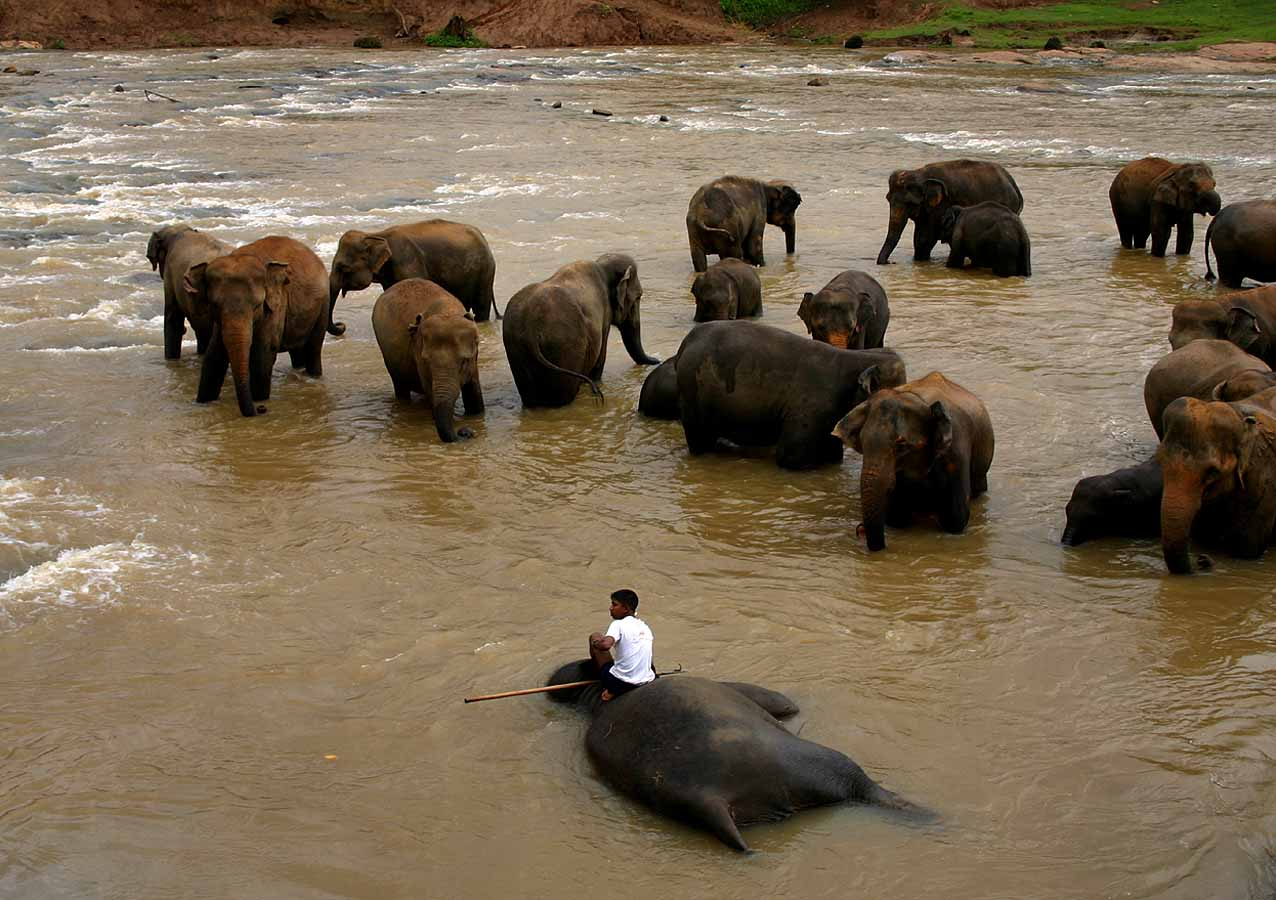
Шри-ланкийские слоны

Популяция из Вьетнама и Лаоса, предположительно, составляет пятый подвид. Немногочисленные (менее 100 особей) «гигантские» слоны, проживающие в лесах Северного Непала, предположительно являются отдельным подвидом Elephas maximus, так как они выше обычного азиатского слона на 30 см. Китайская популяция иногда выделяется в отдельный подвид Elephas maximus rubridens; вымерла примерно в XIV веке до н. э. Сирийский подвид (Elephas maximus asurus), самый крупный среди азиатских слонов, вымер около 100 г. до н. э.

## Образ жизни
Азиатский слон обитает в основном в лесах. Он предпочитает светлые тропические и субтропические широколиственные леса с густым подлеском из кустарников и особенно бамбука. Раньше, в прохладное время года, слоны выходили в степи, но теперь это стало возможно только в заповедниках, так как степь почти повсеместно превращена в сельскохозяйственные угодья. Слоны летом поднимаются в горы, встречаясь в Гималаях у границы вечных снегов, на высоте до 3600 м.
Полный список экологических регионов, где встречается дикий индийский слон (2005), можно посмотреть здесь.
Подобно другим крупным млекопитающим, слоны лучше переносят холод, чем жару. Самую жаркую часть дня они проводят в тени, непрерывно помахивая ушами для охлаждения тела и улучшения теплообмена. Они любят принимать ванны, обливая себя водой и катаясь в грязи и пыли; эти меры предосторожности защищают кожу слонов от пересыхания, солнечных ожогов и укусов насекомых.
Для своих размеров слоны удивительно ловки и подвижны; они обладают прекрасным чувством равновесия. При необходимости они проверяют надёжность и твёрдость почвы под ногами ударами хобота, однако благодаря устройству стопы способны передвигаться даже по заболоченной местности. Встревоженный слон может развить скорость до 48 км/ч; при этом на бегу слон поднимает хвост, сигнализируя сородичам об опасности. Слоны также хорошо умеют плавать. Большую часть времени слон проводит в поисках пищи, однако слону требуется не менее 4 часов в день на сон. На землю они при этом не ложатся; исключение составляют больные слоны и молодняк.
Кроме того, азиатские слоны также считаются довольно умными. Азиатские слоны (Elephas maximus) уже демонстрировали способность решать какие-то новые для себя задачи, адаптируясь к изменениям окружающей среды. Эти слоны обладают разными способностями к решению необычных задач для добычи пищи.
Слонов отличает острое обоняние, слух и осязание, но зрение у них слабое — они плохо видят на расстоянии более 10 м, несколько лучше — в затенённых местах. Слух слонов из-за громадных ушей, служащих усилителями, намного превосходит человеческий. То, что слоны для общения на дальних расстояниях используют инфразвук, впервые было отмечено индийским натуралистом М. Кришнаном. Для коммуникации слонами используются многочисленные звуки, позы и жесты хоботом. Так, длинный трубный клич созывает стадо; короткий резкий, трубный звук означает страх; мощные удары хоботом по земле означают раздражение и ярость. Слоны обладают обширным репертуаром кличей, рёвов, ворчаний, повизгиваний и т. п., которыми они сигнализируют об опасности, стрессе, агрессии и приветствуют друг друга.

### Питание и миграции

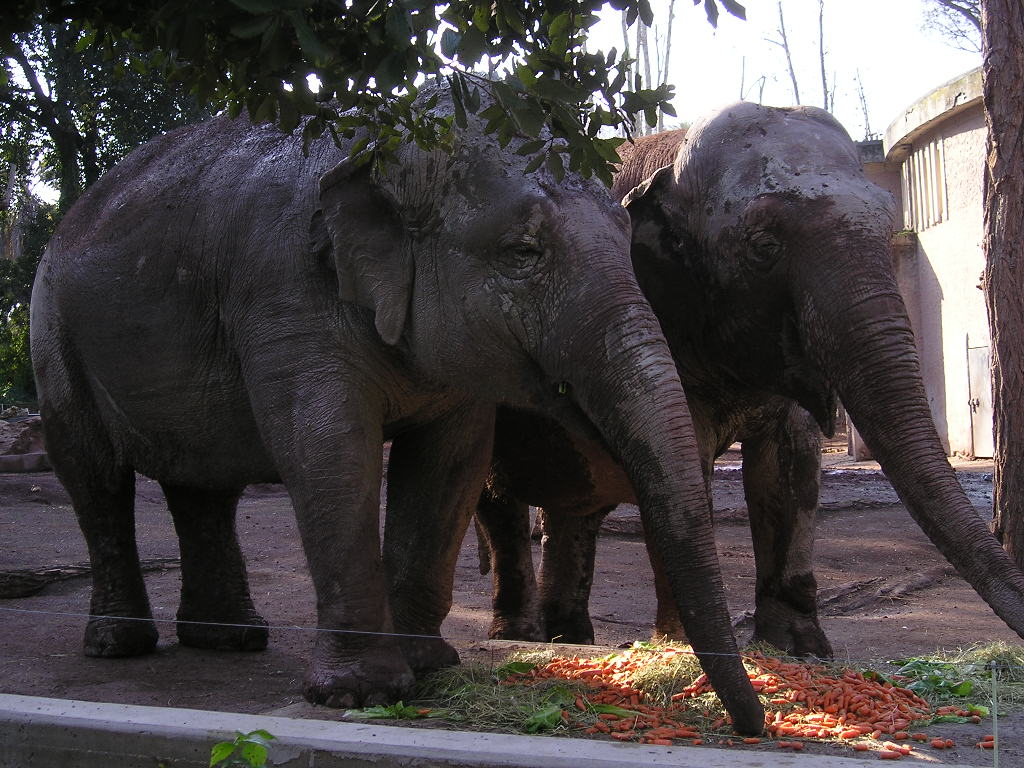
Слоны в зоопарке, поедающие морковь

Индийские слоны — травоядные и тратят до 20 часов в день на поиски пищи и кормление. Только в самые жаркие часы дня слоны укрываются в тени, чтобы избежать перегревания. Количество ежедневно съедаемого ими корма составляет от 150 до 300 кг разнообразной растительности или 6—8 % от массы тела слона. В пищу слонам идёт преимущественно трава; они также в некоторых количествах поедают кору, корни и листья разнообразных растений, а также цветы и плоды. Длинную траву, листья и побеги слоны срывают своим гибким хоботом; если трава короткая, они сперва рыхлят и вскапывают почву ударами ног. Кору с больших ветвей соскребают коренными зубами, удерживая ветку хоботом. Слоны охотно разоряют сельскохозяйственные посевы, как правило, посадки риса, бананов и сахарного тростника, являясь, таким образом, самыми крупными по размерам «вредителями» сельского хозяйства.
Пищеварительная система индийского слона устроена достаточно просто; вместительный желудок цилиндрической формы позволяет «запасать» пищу, пока её в кишечнике ферментируют бактерии-симбионты. Общая длина тонкого и толстого кишечника у индийского слона достигает 35 м. На процесс пищеварения уходит порядка 24 часов; при этом реально усваивается только 44—45 % пищи. В день слону требуется не менее 70—90 (до 200) литров воды, поэтому они никогда не удаляются от источников воды. Подобно африканским слонам, они часто копают землю в поисках соли.
Из-за большого количества поглощаемой пищи слоны редко кормятся в одном и том же месте более 2—3 дней подряд. Они не территориальны, однако придерживаются своих кормовых участков, которые у самцов достигают 15 км², а у стадных самок — 30 км², увеличиваясь в размере в сухой сезон. В прошлом слоны совершали длительные сезонные миграции (полный круг миграции иногда занимал до 10 лет), а также перемещения между водными источниками, но человеческая активность сделала подобные передвижения невозможными, ограничив пребывание слонов национальными парками и заповедниками.

## Социальная структура и размножение

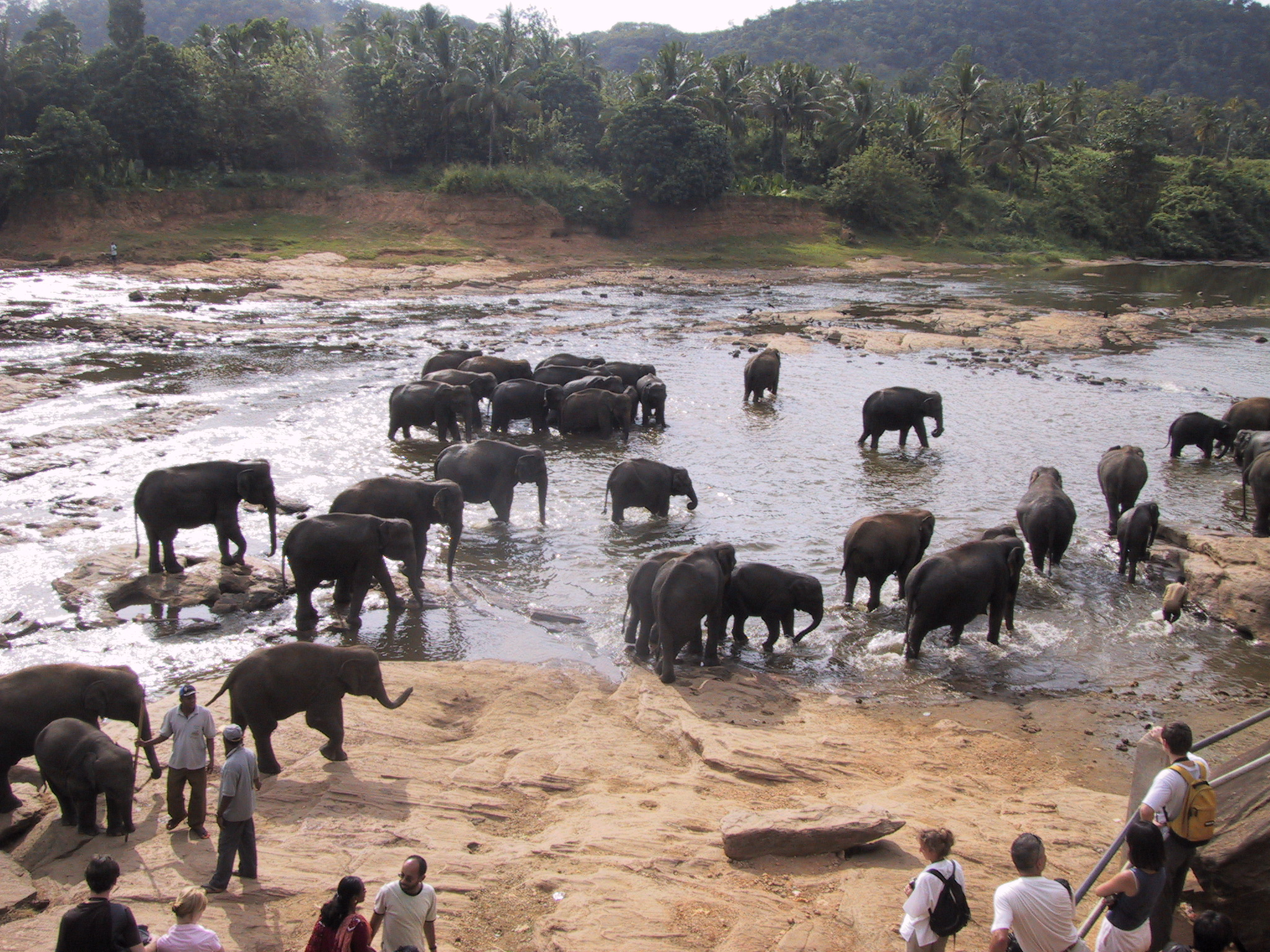
Группа слонов на водопое

Индийские слоны — социальные животные. Самки всегда образуют семейные группы, состоящие из матриарха (самой опытной самки), её дочерей, сестёр и детёнышей, включая неполовозрелых самцов. Иногда рядом со стадом находится один старый самец. В XIX веке стада слонов, как правило, состояли из 30—50 особей, хотя попадались и стада размером до 100 и более голов. В настоящее время стада состоят преимущественно из 2—10 самок и их потомства. Стадо может временно распадаться на меньшие группы, которые поддерживают контакт через характерные вокализации, содержащие низкочастотные компоненты. Было обнаружено, что небольшие группы (менее 3 взрослых самок) более стабильны, чем крупные. Несколько небольших стад могут образовывать т. н. клан.
Самцы обычно ведут одиночный образ жизни; только молодые самцы, не достигшие половой зрелости, образуют вре́менные группы, не связанные с женскими группами. Взрослые самцы приближаются к стаду, только когда одна из самок находится в эструсе. При этом они устраивают брачные поединки; бо́льшую часть времени, однако, самцы достаточно терпимо относятся друг к другу, их кормовые территории часто пересекаются. К 15—20 годам самцы обычно достигают половой зрелости, после чего ежегодно входят в состояние, известное как муст (на языке урду «опьянение»). Этот период характеризуется очень высоким уровнем тестостерона и, как следствие, агрессивным поведением. При мусте из особой кожной железы, расположенной между ухом и глазом, выделяется пахучий чёрный секрет, содержащий феромоны. Самцы также обильно выделяют мочу. В таком состоянии они очень возбуждены, опасны и могут напасть даже на человека. Муст продолжается до 60 дней; всё это время самцы практически перестают питаться и бродят в поисках течных самок. Любопытно, что у африканских слонов муст менее выражен и впервые наступает в более позднем возрасте (с 25 лет).

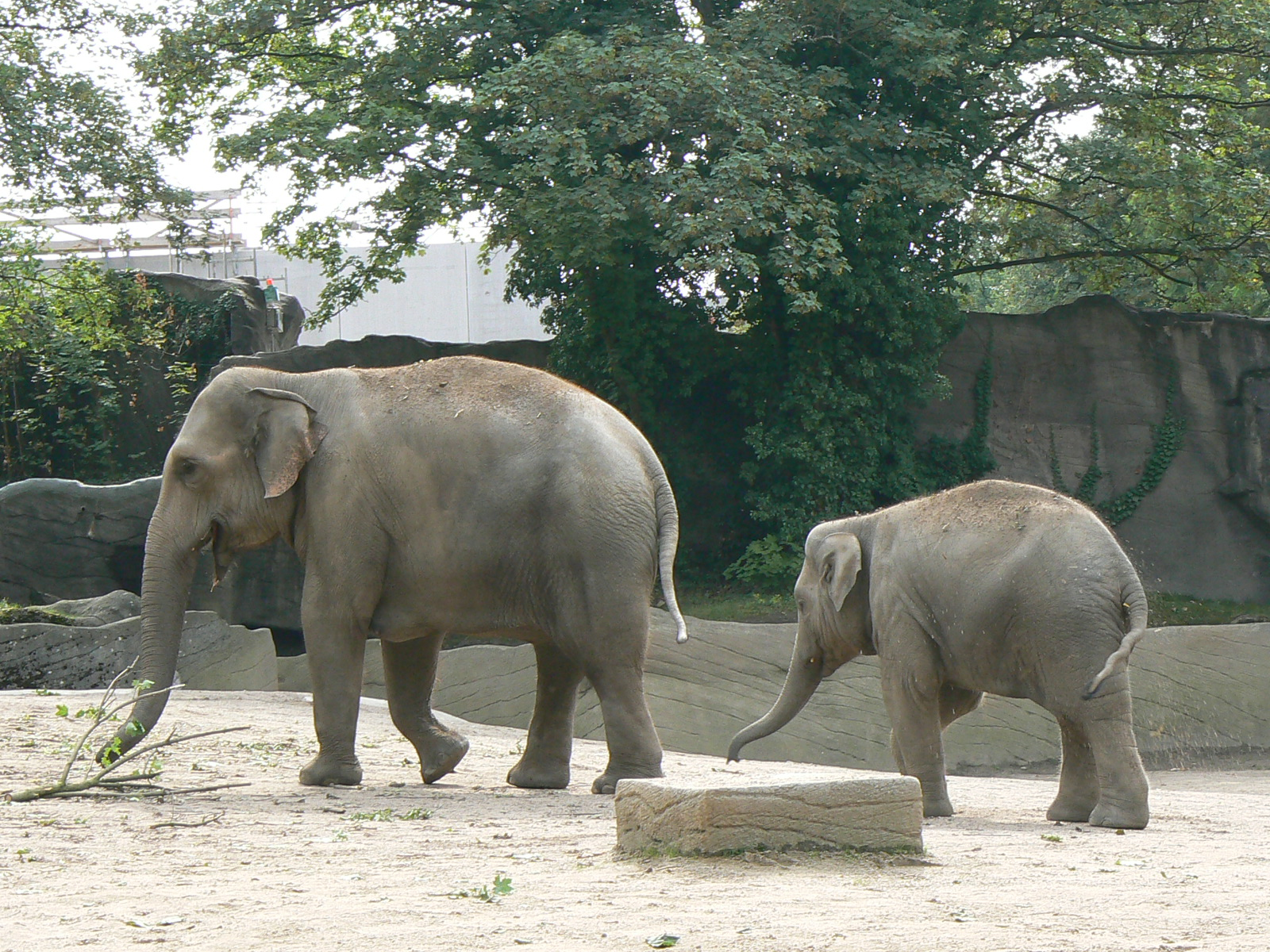
Слониха со слонёнком в зоопарке

Размножение может происходить в любое время года вне зависимости от сезона. Самки находятся в эструсе всего 2—4 дня; полный эстральный цикл длится порядка 4 месяцев. Самцы присоединяются к стаду после брачных поединков — в результате к размножению допускаются только зрелые доминантные самцы. Поединки иногда ведут к серьёзным ранениям соперников и даже смерти. Самец-победитель отгоняет других самцов и остаётся с самкой около 3 недель. В отсутствие самок молодые самцы слонов часто демонстрируют гомосексуальное поведение.
Беременность у слонов — самая продолжительная среди млекопитающих; она длится от 18 до 21,5 месяца, хотя плод полностью развит уже к 19 месяцам и дальше только увеличивается в размерах. Самка приносит 1 (реже 2) детёныша массой около 90—100 кг и высотой (в плечах) около 1 м. У него имеются бивни длиной около 5 см, которые выпадают к 2 годам, когда молочные зубы меняются на взрослые. Во время отёла остальные самки окружают роженицу, образуя защитный круг. Вскоре после родов самка испражняется с тем, чтобы детёныш запомнил запах её фекалий. Слонёнок встаёт на ноги через 2 часа после рождения и сразу начинает сосать молоко; самка с помощью хобота «напыляет» на него пыль и землю, высушивая кожу и маскируя его запах от крупных хищников. Через несколько дней детёныш уже способен следовать за стадом, держась хоботом за хвост матери или старшей сестры. Вскармливанием слонёнка занимаются все лактирующие самки в стаде. Молочное кормление продолжается до 18—24 месяцев, хотя поедать растительную пищу слонёнок начинает уже через 6—7 месяцев. Слонята также поедают материнские фекалии — с их помощью им передаются не только непереваренные питательные вещества, но и симбиотические бактерии, помогающие усваивать целлюлозу. Матери продолжают заботиться о потомстве ещё несколько лет. Молодые слоны начинают отделяться от семейной группы уже к 6—7 годам и окончательно изгоняются к 12—13 годам.

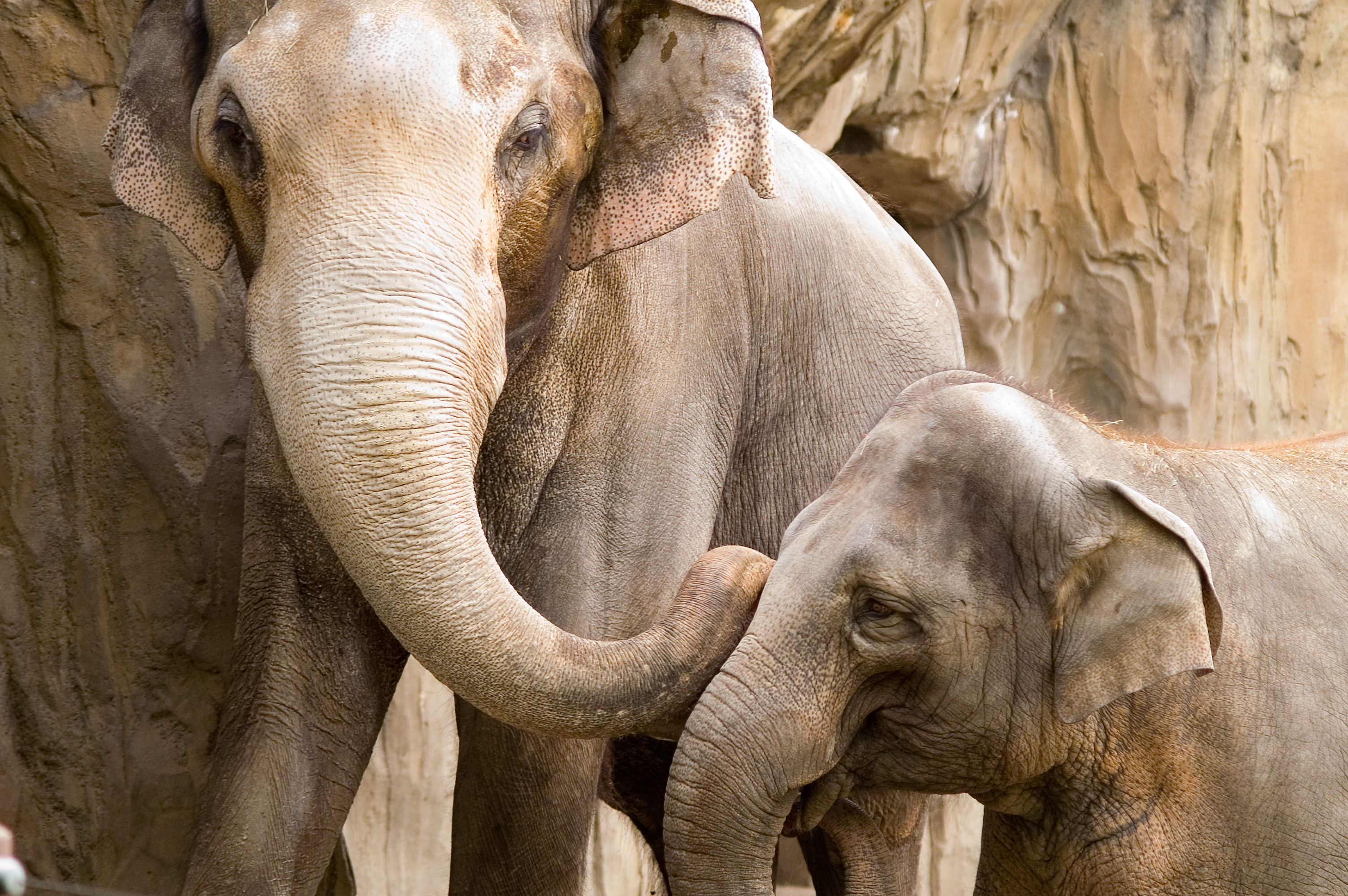
Слониха со слонёнком

Скорость роста, взросления и продолжительность жизни слонов сравнима с человеческой. Половая зрелость у самок индийских слонов наступает в возрасте 10—12 лет, хотя способными к вынашиванию потомства они становятся к 16 годам, а взрослого размера достигают только к 20 годам. Самцы становятся способны к размножению к 10—17 годам, однако конкуренция со старшими самцами удерживает их от размножения. В этом возрасте молодые самцы покидают родное стадо; самки, как правило, остаются в нём на всю жизнь. Наступление половой зрелости, а также эструса у зрелых самок, может тормозиться неблагоприятными условиями — периодами засухи или сильной скученностью. При самых благоприятных условиях самка способна приносить потомство каждые 3—4 года. В течение жизни самка даёт в среднем 4 помёта. Период наибольшей фертильности — между 25 и 45 годами.
Результатом сильной фрагментации ареала и изоляции отдельных популяций диких слонов стало обеднение генного пула и частый инбридинг.

### Гибриды азиатского и африканского слонов
Саванные слоны и азиатские слоны относятся к разным родам, Loxodonta и Elephas, имеют непересекающиеся ареалы и в природе, естественно, не скрещиваются. Однако в 1978 году в английском зоопарке Chester Zoo случайно удалось получить помесь этих двух видов. Слонёнок, родившийся преждевременно, прожил всего 10 дней, скончавшись от кишечной инфекции. Это единственный зафиксированный случай появления подобного гибрида.

### Продолжительность жизни
В природе индийские слоны доживают до 60—70 лет, в неволе — до 80 лет. Взрослые слоны не имеют естественных врагов (кроме человека); на слонят могут нападать тигры и индийские львы.

## Численность и статус популяции

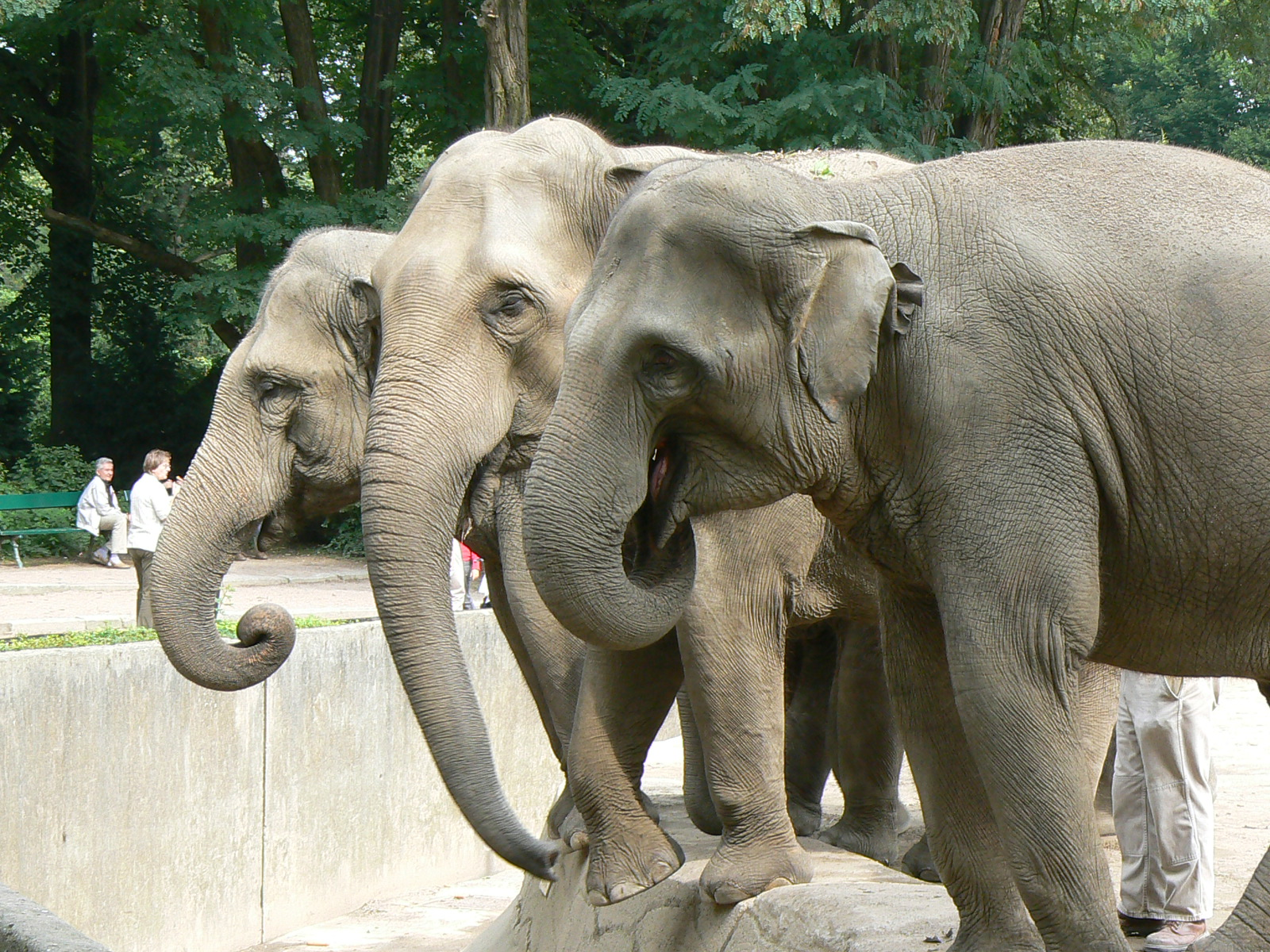
Азиатские слоны в зоопарке

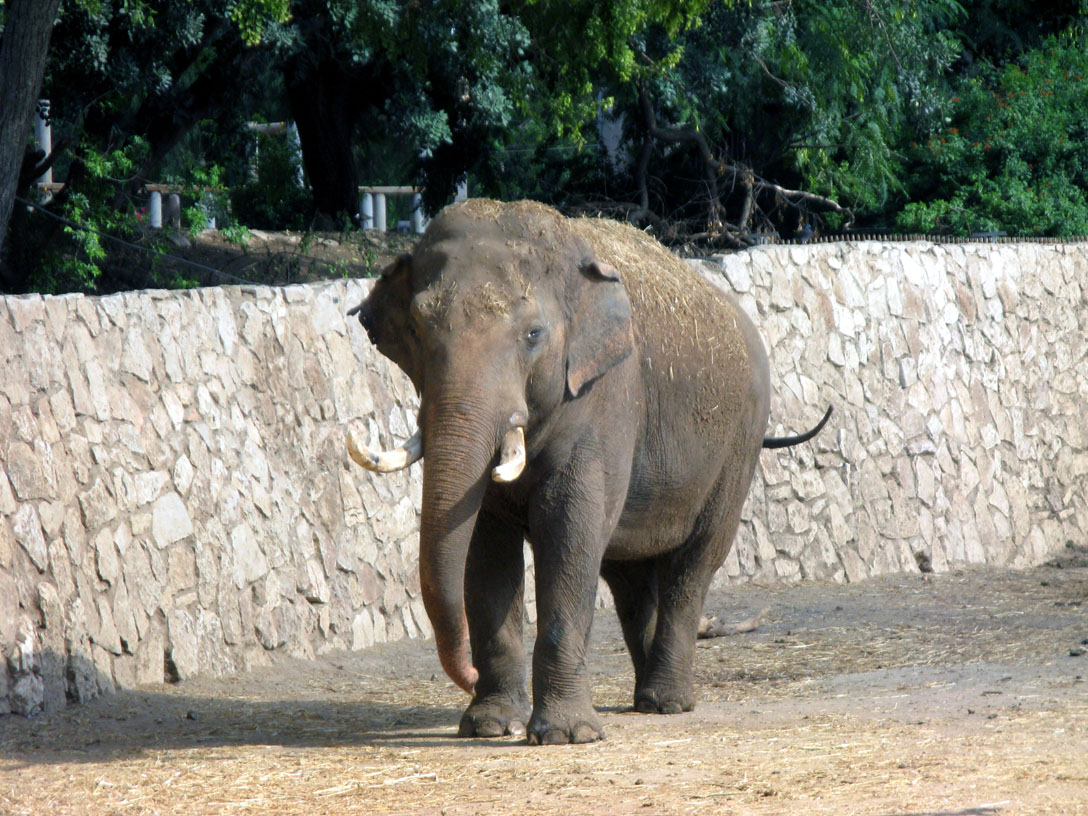
Азиатский слон в Рамат-Ганском Сафари

На протяжении всей истории люди охотились на слонов — сперва ради мяса, позднее ради бивней. С приходом европейцев истребление диких индийских слонов ради слоновой кости, охраны посевов и антропогенное изменение условий обитания резко снизили их численность и сократили ареал. Ареал превратился в ряд обособленных участков, приуроченных к глухим или охраняемым местам. Особенно резко стали сокращаться ареал и численность диких слонов в последние десятилетия XX века в связи с расширением сельскохозяйственных угодий и плантаций эвкалиптов, которые используются как основное сырьё для бумажно-целлюлозной промышленности в странах Юго-Восточной Азии. Кроме того, слонов стали уничтожать как вредителей сельского хозяйства, несмотря на существующие законы об охране. Самки азиатских слонов были почти не затронуты добычей слоновой кости (из-за отсутствия бивней), так что браконьерство не привело к такому радикальному уменьшению численности слонов, как в Африке. Однако сокращение числа самцов, в целом, привело к сильному перекосу пропорции полов, что имело серьёзные демографические и генетические последствия.
Общая численность всех подвидов дикого азиатского слона оценивается:
| Год          | Численность (особей) |
| ------------ | -------------------- |
| 1900         | Ок. 200 000          |
| Конец 1970-х | 25 000—36 000        |
| 1978         | 28 000—42 000        |
| 1983         | 30 000—40 000        |
| 1984         | Менее 50 000         |
| 1990         | 34 000—56 000        |
| 1991         | 30 000—55 000        |
| 1995         | Не более 50 000      |
| 1997         | 35 000—50 000        |
| 2003         | 30 000—40 000        |
| 2005         | 35 000—50 000        |

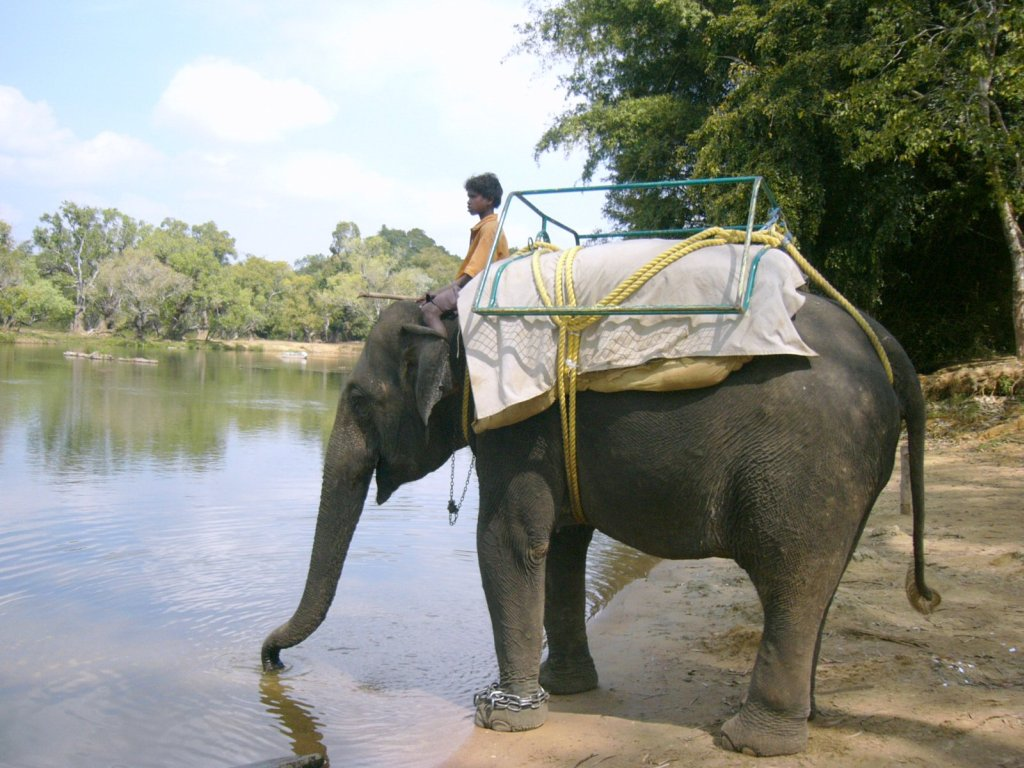
Рабочий слон в Индии

Первый закон об охране слонов (Elephants' Preservation Act) был принят в 1879 году в Индии. Согласно ему, дикий слон мог быть убит человеком только в порядке самозащиты или для предотвращения причиняемого вреда. С 1986 года азиатский слон внесён в Международную Красную книгу как вид, близкий к вымиранию (Endangered). Он также внесён в Приложение I к CITES. В настоящее время индийским фондом The Wildlife Trust of India совместно с фондом World Land Trust реализуются проекты по созданию своеобразных «коридоров», проходящих по традиционным маршрутам миграций диких слонов, которые соединят изолированные части их ареала в Индо-Бирманском регионе. В конце 2015 года WRRC (Центр спасения и реабилитации дикой природы) подал ходатайство в Высокий суд Индии о прекращении использования труда слонов в Раджастане и Гоа в туристических целях, а также об усилении контроля за содержанием слонов и уходом за ними. А с ноября 2022 года слоны полностью исчезли из самого популярного штата Индии Гоа.
В целом, причины сокращения численности азиатских слонов сводятся к преследованию из-за ущерба, причиняемого посевам, охоте (главным образом, ради слоновой кости и мяса) и деградации окружающей среды из-за увеличивающегося антропогенного давления на природные ландшафты (в том числе из-за вырубки лесов). Многие слоны погибают в дорожных инцидентах при столкновении с автотранспортом. По некоторым оценкам, ежегодно численность популяции дикого азиатского слона сокращается на 2—5 %.
Слоны, как и любые крупные животные, потенциально смертельно опасны для человека. Особенно агрессивны бродячие слоны-одиночки и самки с детёнышами.

## Значение для человека

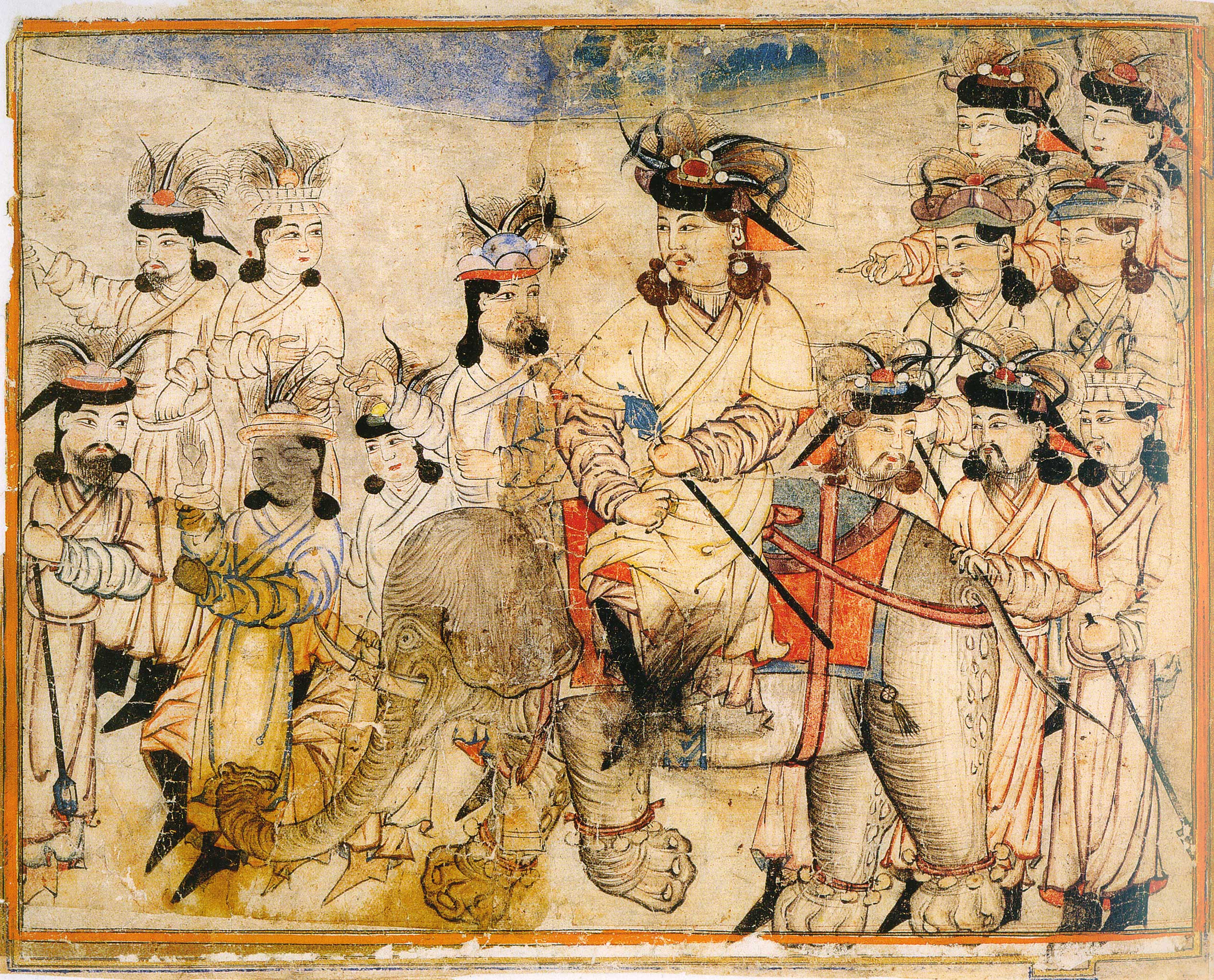
Погонщик на слоне. Миниатюра из персидской рукописи «Сборника летописей» Рашид-ад-Дина, XIV в.

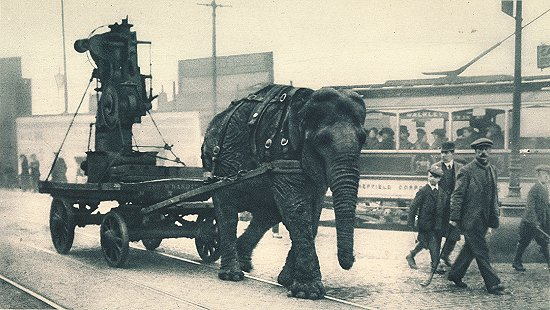
Использование слона в качестве тяговой силы. Фото 1916 г.

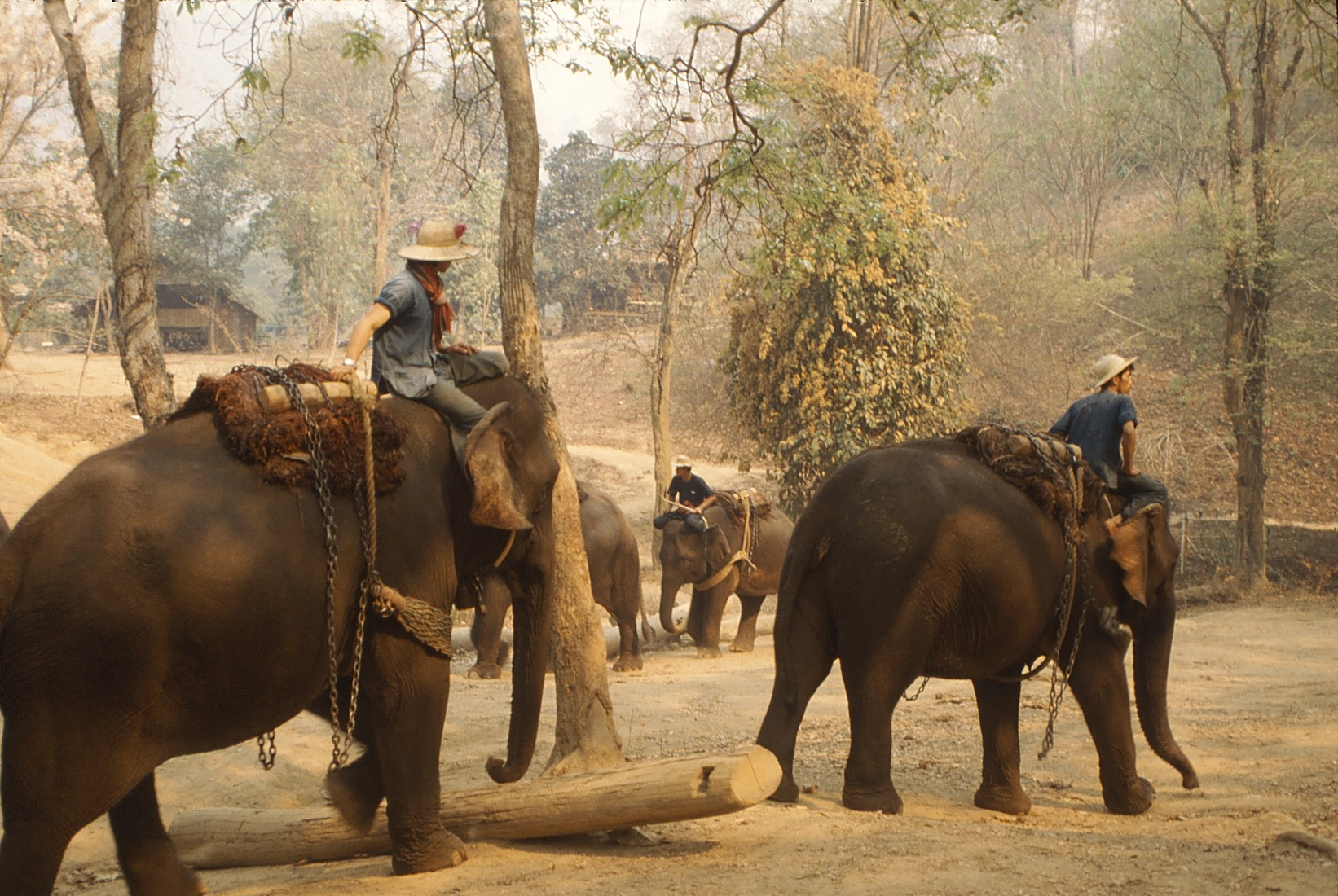
Приручение слонов. 1992 г.

Азиатский слон в неволе быстро приручается, легко поддаётся дрессировке и впоследствии может выполнять сложную работу. На протяжении веков слонов в Юго-Восточной Азии использовали как верховых, тягловых и вьючных животных, чаще всего — на лесозаготовках, где слоны выполняли роль «живых кранов», перенося и грузя спиленные стволы деревьев: взрослый слон может поднимать до 300 килограммов. Однако в настоящее время технический прогресс и быстрое сведение лесных массивов сделали традиционную «профессию» азиатского слона практически ненужной. Они продолжают использоваться в качестве ездовых животных, особенно в районах, не проходимых для автотранспорта.
Хотя азиатские слоны хорошо размножаются в неволе, на работах использовались, главным образом, пойманные и приручённые дикие слоны. Молодняк мог использоваться в хозяйстве только с 7-летнего возраста, а для самых тяжёлых работ — только с 12 лет. Дикие животные старше 30 лет практически не поддавались дрессировке, поэтому при облавах их отпускали.
Приручённых слонов издавна использовали как боевую силу. Слоны играли важную роль и в культуре Индийского субконтинента. В основных религиях Индии, индуизме и буддизме, эти животные (особенно белые) занимают одно из важных мест и традиционно участвуют в религиозных церемониях. Наиболее знамениты процессии в Керале, где храмовые слоны в богатом убранстве несут статуи богов. Индуисты весьма почитают бога Ганешу, изображаемого в виде человека с головой индийского слона. В целом, издавна окружённые почитанием, азиатские слоны уничтожались не так варварски, как африканские.

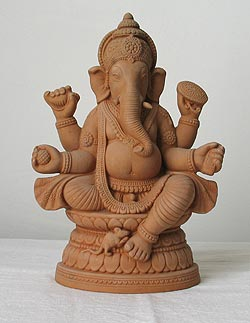
Статуэтка Ганеши

Слон — символ положительного характера — используется в Азии как царское верховное животное и высоко ценится за ум и хитрость. Белый слон, возвестивший рождение Будды, стал символом освободителя людей от оков земного бытия. В индуизме Ганеша — бог словесности и мудрости имеет слоновью голову. В Древнем Китае слон также был символом силы и ума. А в западном античном мире экзотическое животное рассматривалось как атрибут бога Меркурия — воплощение наследственной мудрости и неагрессивной мощи.

Благодаря долгожительству слон символизирует преодоление смерти. В средневековых книгах превозносится целомудрие слонов. Они часто встречаются на изображениях рая и на гербах (после крестовых походов). В 1464 году в Дании был образован Орден слонов. Белый слон был символом Королевства Сиам (ныне Таиланд). В Китае считают, что скакать на слоне во сне означает счастье.

## Индийские слоны в культуре и искусстве

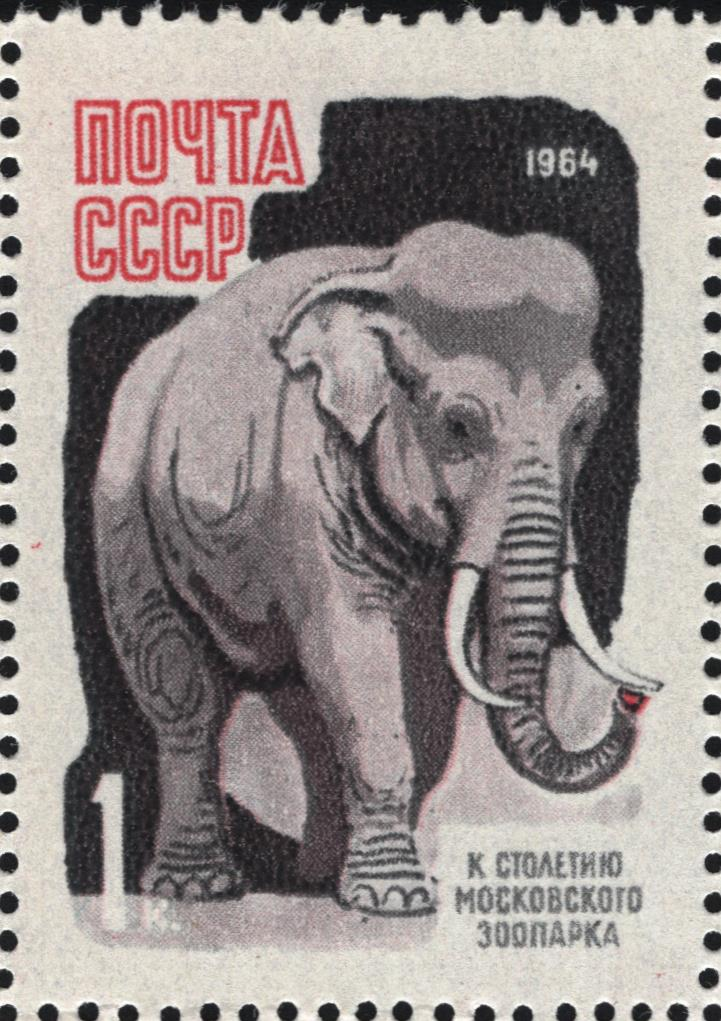
Индийский слон. Миниатюра почты СССР 1964 года

### Индийские слоны в литературе
Индийские слоны фигурируют в «Книге джунглей» Редьярда Киплинга, в его рассказах «Танец слонов» и «Слон-мятежник», в рассказе Александра Беляева «Хойти-Тойти», в рассказе Бориса Житкова «Про слона», а также в «Песне про белого слона» Владимира Высоцкого. Белый азиатский слон является заглавным героем рассказа Марка Твена «Похищение белого слона» (англ. The Stolen White Elephant), опубликованного в 1882 году. Эссе Джорджа Оруэлла «Как я стрелял в слона» посвящено истории английского офицера в Бирме, который был вынужден выстрелить в слона, несмотря на свои убеждения. Роман Л. Спрэга де Кампа «Слон для Аристотеля» (англ. An Elephant for Aristotle, 1958) повествует о приказе Александра Македонского доставить слона из Индии в Афины в подарок Аристотелю.
Ценные наблюдения за поведением азиатских слонов в естественной среде содержит автобиографическая книга «Как я ловил диких зверей» американца Чарльза Майера (1862—1927), в начале XX века занимавшегося ловлей животных в Юго-Восточной Азии для зоопарков и цирков США и Европы. Русский перевод её, выполненный Т. Л. Щепкиной-Куперник, был выпущен в 1959 году советским издательством географической литературы.

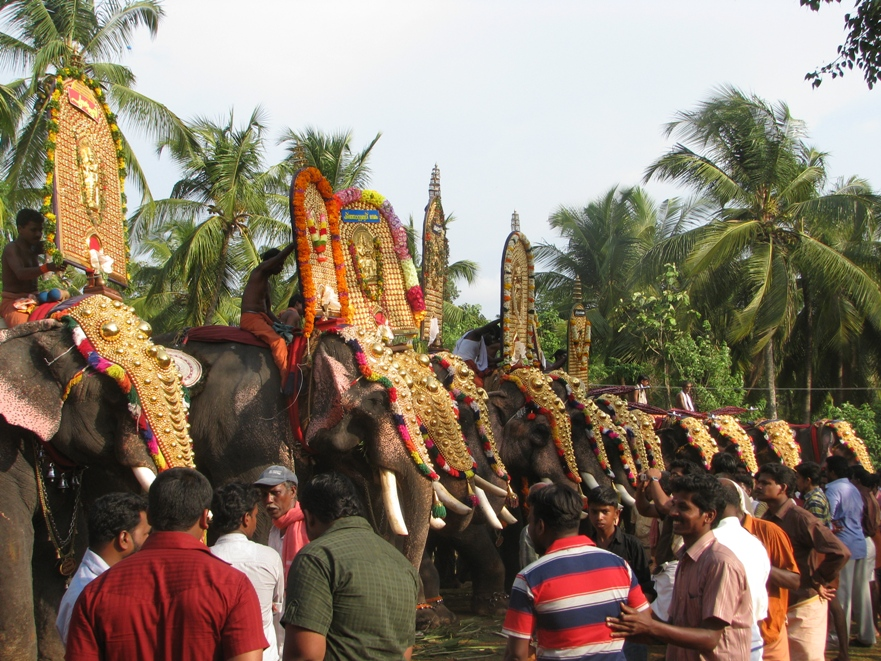
Праздник Пурам в Керале

### Знаменитые слоны

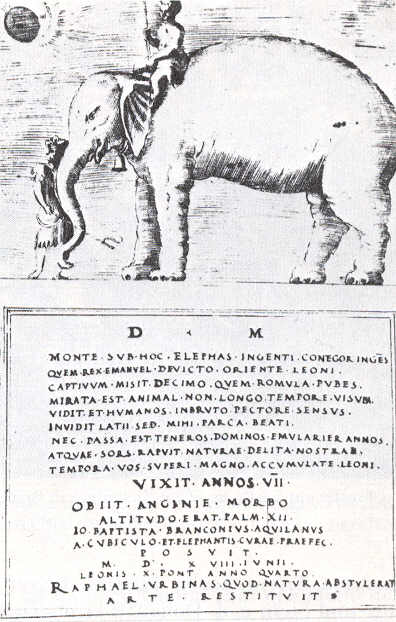
Эпитафия Ханно.

#### Абул-Аббас
Абул-Аббас — белый азиатский слон, подаренный багдадским халифом Гарун Аль-Рашидом императору Карлу Великому в 798 году. Путь из Индии в Германию продлился несколько лет, и подарок прибыл к Карлу Великому в Ахен только в 802 году, 1 июня.
В 804 году Абул-Аббас был «мобилизован» и в качестве боевого слона принял участие в войне с датчанами. Абул-Аббас умер в 810 году от пневмонии, в возрасте примерно сорока лет.

#### Ханно

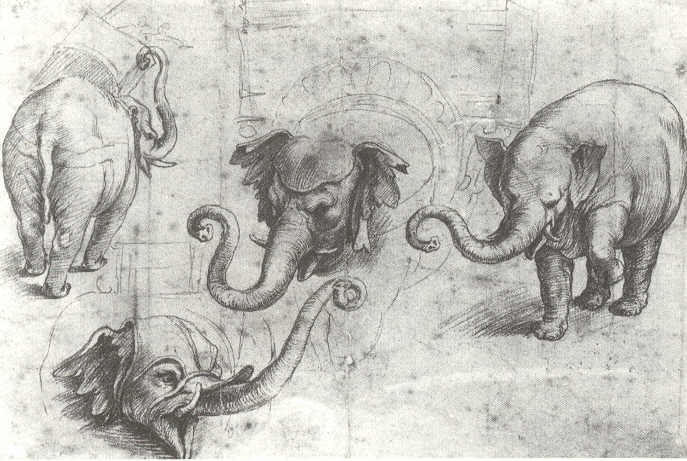
Эскизы слона Ханно работы Рафаэля. XVI в.

Слон Ханно принадлежал римскому папе Льву X. Этот белый азиатский слон был подарен папе португальским королём Мануэлом I. Ханно был привезён в Италию на корабле из Лиссабона в 1514 году. К тому времени слону было около четырёх лет. Сначала слона держали в бельведере, а потом для него выстроили специальный слоновник рядом с собором Св. Петра.
Ханно стал любимцем папского двора. Нередко он принимал участие в торжественных шествиях. Однако прожил слон недолго — он умер 8 июня 1516 года.
Мемориальные фрески со слоном написал Рафаэль Санти (фрески не сохранились), а сам папа Лев X написал текст эпитафии по слону.

#### Сулейман

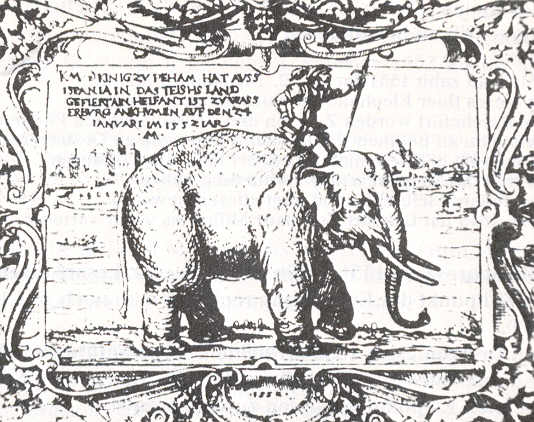
Слон Сулейман, гравюра 1552 г.

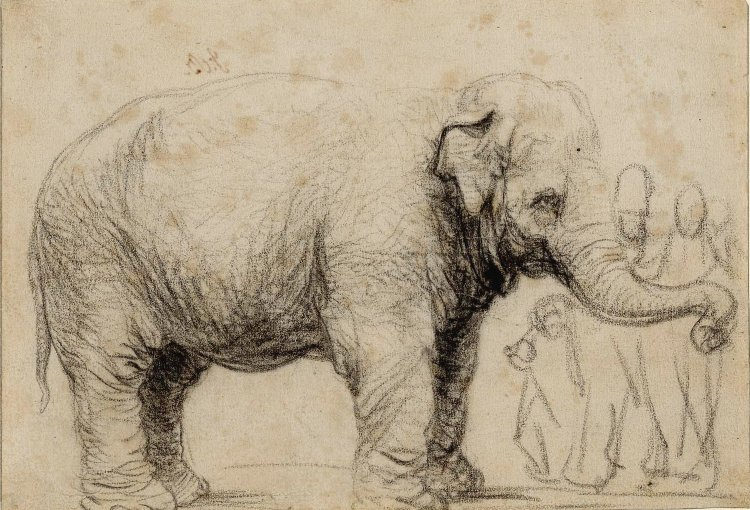
Ханскен, рисунок Рембрандта, 1637 г.

Азиатский слон Сулейман был подарен португальским королём Жуаном III принцу Максимилиану (который впоследствии стал императором Священной Римской империи).
Слон был доставлен в Португалию из восточных колоний. Далее он на корабле был перевезён из Барселоны в Геную. Торжественное прибытие слона в Вену состоялось 6 марта 1552 года.
Однако жизнь Сулеймана в Австрии продолжалась недолго — он умер спустя всего 18 месяцев, в декабре 1553 года.
После смерти из слона сделали чучело. Оно было уничтожено в 1945 году во время бомбёжки вместе с другими экспонатами баварского национального музея в Мюнхене, где чучело хранилось с 1928 года.
Истории слона Сулеймана посвящён роман лауреата Нобелевской премии португальца Жозе Сарамаго «Странствие слона», вышедший в 2008 году.

#### Ханскен
Ханскен — азиатская слониха с Цейлона. Она была привезена в Европу голландцами в 1637 году.
В Европе Ханскен возили по ярмаркам Нидерландов, Германии и более отдалённых стран, где она демонстрировала цирковые трюки. Ханскен поднимала монеты с земли, надевала шляпу, делала реверанс, фехтовала деревянным мечом и даже «отвечала» на вопросы зрителей. Когда публика спросила, кто ходит по проституткам, Ханскен, ко всеобщему смеху, указала хоботом на пастора.
В качестве сувенира зрители могли купить гравюру-лубок с изображениями Ханскен.
О том, как выглядела Ханскен, можно сейчас судить по этим гравюрам, а также по эскизам слона, выполненным Рембрандтом.

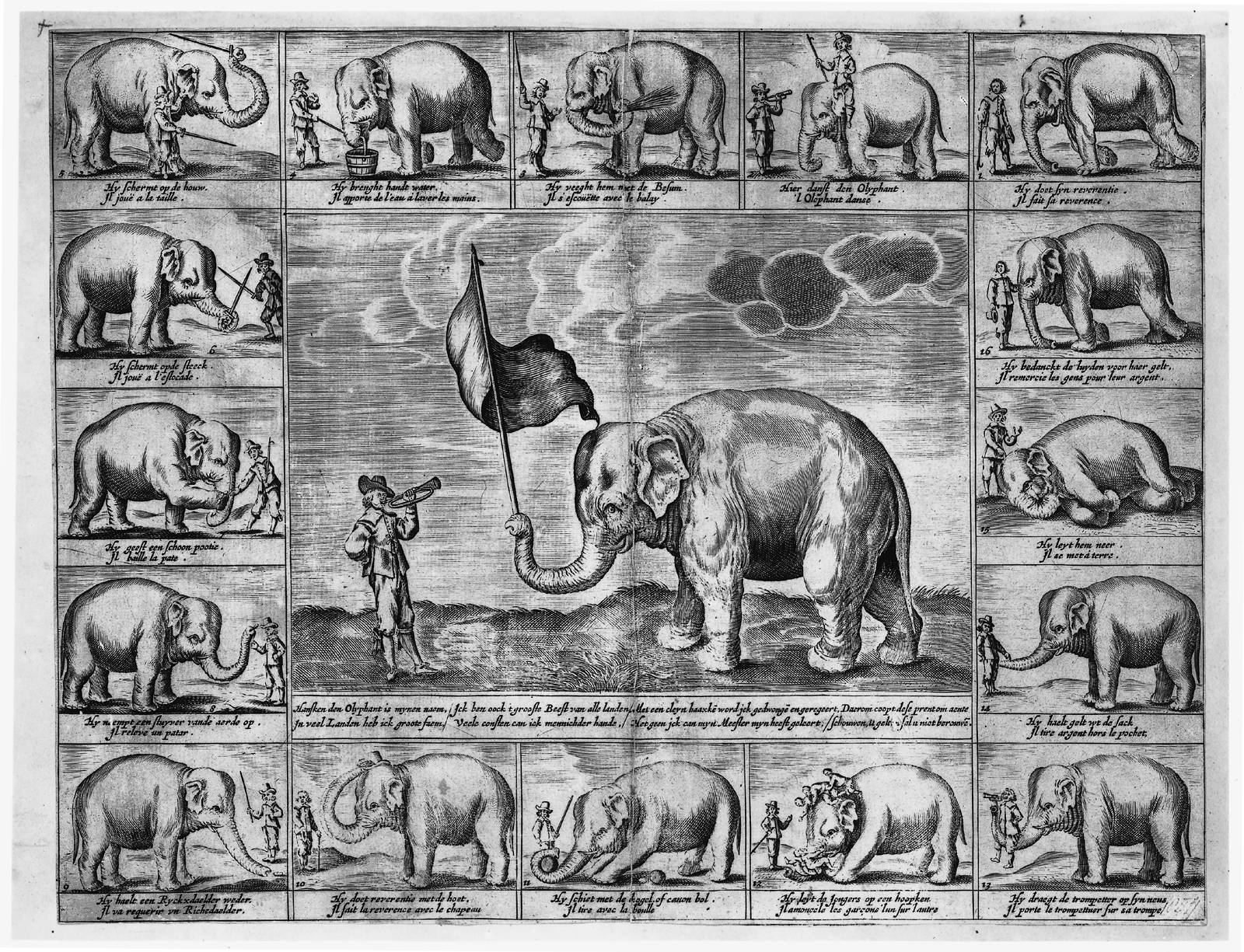
Сувенирная гравюра с трюками Ханскен

Из-за плохого ухода (ведь тогда европейцы не имели представления о том, какой уход требуется слону) прожила Ханскен недолго. Она умерла 9 ноября 1655 года во время гастролей в Италии.

#### Линь Ван
Слон Линь Ван (кит. 林旺, 1917—2003) — знаменитый азиатский слон, служивший в Китайском экспедиционном корпусе во время Второй японо-китайской войны, а затем вместе с солдатами Гоминьдана отбывший на Тайвань. Линь Ван прожил большую часть своей долгой жизни в зоопарке Тайбэя и был самым популярным и любимым животным на Тайване, его называли «дедушка Линь Ван».
Он умер в 2003 году в возрасте около 86 лет и занесён в Книгу рекордов Гиннесса как рекордсмен долгожитель. В зоопарке Тайбэя установлен памятник Линь Вану.

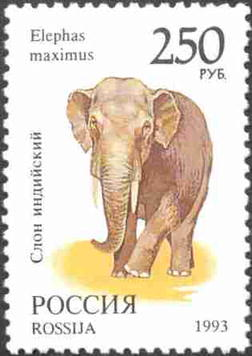
Почтовая марка России

#### Руби
Слониха Руби из зоопарка Финикса (США) прославилась как художник. Однажды служитель увидел, что она чертила палкой на земляном полу слоновника какие-то фигуры. Тогда ей дали кисти и краски. Результаты творчества слонихи напоминали абстрактные картины. Продажа картин принесла зоопарку полмиллиона долларов.
Руби умерла в 1998 году в возрасте всего 25 лет в результате осложнений, вызванных неудачной беременностью.

#### Батыр
Слон Батыр (1969—1993), живший в Карагандинском зоопарке (Казахстан, СССР), прославился своей способностью подражать человеческой речи.
Слон умер из-за урологических проблем — воспаления почек, камней в почках и почечной недостаточности.

#### Усама бен Ладен
Дикий азиатский слон-самец, названный Усамой бен Ладеном, печально прославился в Индии тем, что убил не меньше 14 человек (по другим данным — 27 человек). Он два года терроризировал население штата Ассам и был застрелен 18 декабря 2006 года.

### Архитектура

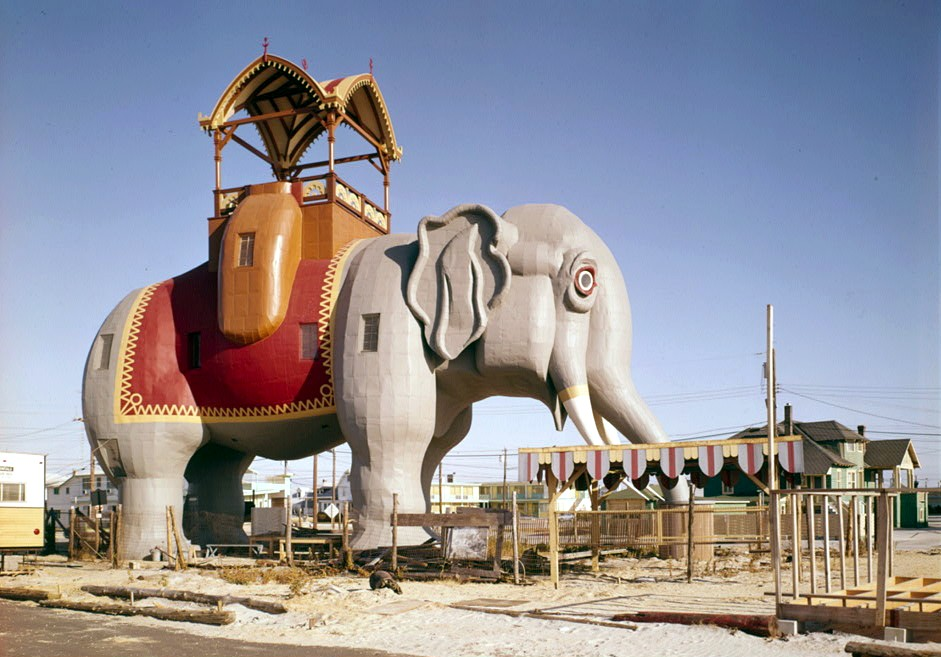
Люси

В городе Маргейт-Сити (штат Нью-Джерси, в трёх километрах от Атлантик-Сити) есть здание-фолли в виде огромного слона, известное как «слониха Люси» (Lucy the elephant). По всем основным внешним признакам (форма туловища, головы, ушей) Люси является индийским слоном, однако у неё есть бивни, которых у настоящих индийских слоних не бывает.
Здание было выстроено в 1882 году с целью привлечения туристов. Автор проекта даже смог получить официальный патент на здания в форме животных. Кроме Слонихи Люси, в конце XIX века в США было построено ещё два здания в виде азиатских слонов: Light of Asia в штате Нью-Джерси (Cape May County) и Elephantine Colossus в парке Кони-Айленд. Однако в отличие от Люси, они не сохранились до наших дней.
К 1960-м годам здание пришло в упадок, и его собирались снести, но местные жители организовали кампанию «спасите Люси». В результате Люси была разобрана, перенесена на новое место и отреставрирована. В 1970 году слониха Люси была внесена в реестр памятников истории США (National Historic Landmark, № 71000493). Сейчас Слониха Люси является музеем.

### Музей
В зоопарке штата Орегон (расположен в Портленде), имеется уникальный в своём роде музей слонов (как индийских, так и африканских). Музей был открыт в декабре 1985 года. По состоянию на середину 2007 года, коллекция музея состоит из следующих экспозиций:
- Слоны в религии. Слоны играют важную роль в буддизме и индуизме.
- Торговля слоновой костью
- Слоны в цирке
- Рабочие слоны
- Военные слоны
- Дикие слоны
- Слоны в неволе
- Слоны в искусстве
- Предки слонов. В этом зале демонстрируется скелет мамонта.

Сам зоопарк Орегона известен своей программой разведения слонов. Сейчас в зоопарке живёт шесть слонов: три самца и три самки.